# Мезеновский сахарный завод
Мезеновский сахарный завод — предприятие пищевой промышленности в селе Мезеновка Краснопольского района Сумской области, прекратившее своё существование.

## История
Свеклосахарный завод в селении Мезеновка Ряснянской волости Ахтырского уезда Харьковской губернии Российской империи был построен и начал работу в 1848 году.
В 1880-х годах для содержания и расширения действий предприятия было учреждено «Товарищество Мезеновскаго свеклосахарнаго завода».
В ходе первой русской революции в ночь с 19-го на 20-е сентября 1905 года рабочие Мезеновского свеклосахарного завода в числе 400 человек прекратили работы и потребовали учреждения третьей смены, в результате переговоров продолжительность рабочего дня осталась прежней, но управляющий был вынужден повысить работу.
В ходе гражданской войны предприятие пострадало, но в дальнейшем было восстановлено. Для обеспечения завода сырьём в селе был создан свеклосовхоз. В ходе индустриализации 1930х годов завод был реконструирован.
В ходе Великой Отечественной войны в 1941 - 1943 гг. село было оккупировано немецкими войсками, но после окончания боевых действий завод был восстановлен и возобновил работу.
В 1967 году на заводе работали 537 рабочих и инженерно-технических работников.
После провозглашения независимости Украины завод перешёл в ведение государственного комитета пищевой промышленности Украины.
В июле 1995 года Кабинет министров Украины утвердил решение о приватизации сахарного завода и Мезеновского свеклосовхоза, после чего государственное предприятие было реорганизовано в открытое акционерное общество. 
В июне 1999 года Кабинет министров Украины передал завод в коммунальную собственность Сумской области.
В дальнейшем, сахарный завод был признан банкротом, остановлен и прекратил существование.